# Provincia di Boumerdès
La provincia di Boumerdès (in arabo ولاية بومرداس) è una delle 58 province dell'Algeria; prende il nome dal suo capoluogo Boumerdès.

## Popolazione
La provincia conta 802.083 abitanti, di cui 411.650 di genere maschile e 390.433 di genere femminile, con un tasso di crescita dal 1998 al 2008 del 2.2%.

## Geografia fisica
Dal punto di vista geografico la provincia è prevalentemente montuosa, con una lunga costa e diversi fiumi, tra cui l'Isser e la Sebaou. I suoi confini occidentali di fatto sono occupati dalle zone suburbane della capitale Algeri.

## Società

### Lingue e dialetti
Dal punto di vista linguistico e culturale la provincia è molto eterogenea: essa incorpora infatti alcune zone di cultura e lingua cabila e regioni arabofone. I cabili accusano il governo centrale di avere operato, con la creazione della provincia, un tentativo di smembramento (charcutage) della comunità berbera della Cabilia, col distacco di parti della regione storica, incorporate in province a maggioranza non berbera.

## Città
Le tre città di Zemmouri El Bahri, Djinet e Dellys, tutte di fondazione fenicia, furono importanti città in epoca antica, anche se non ne rimangono resti significativi.
Zemmouri El Bahri e Dellys ebbero una qualche rilevanza in epoca islamica, e la casbah di Dellys, risalente all'epoca Ottomana, rappresenta ancora oggi una delle attrazioni delle città.

## Geografia antropica

### Suddivisioni amministrative
Questa provincia è composta da 9 distretti, divisi in 32 comuni

1. Baghlia•
2. Boudouaou•
3. Bordj Ménaïel•
4. Boumerdès•
5. Dellys•
6. Khemis El Kechna•
7. Isser•
8. Naciria•
9. Thenia•

| Distretti         | Numero di comuni | Superficie km² | Superficie % | Popolazione (2008) | Comuni                                                                          |
| ----------------- | ---------------- | -------------- | ------------ | ------------------ | ------------------------------------------------------------------------------- |
| Baghlia           | 3                | 151,15         | 10,4         | 42 834             | Baghlia · Sidi Daoud · Taourga                                                  |
| Bordj Ménaïel     | 4                | 275,13         | 18,9         | 126 886            | Bordj Menaïel · Zemmouri · Leghata · Djinet                                     |
| Boudouaou         | 5                | 183,01         | 12,6         | 135 416            | Boudouaou · Boudouaou El Bahri · El Kharrouba · Bouzegza Keddara · Ouled Hedadj |
| Boumerdès         | 3                | 83,53          | 5,7          | 60 652             | Boumerdès · Corso · Tidjelabine                                                 |
| Dellys            | 3                | 129,93         | 8,9          | 56 162             | Dellys · Afir · Ben Choud                                                       |
| Khemis El Khechna | 4                | 189,85         | 13,0         | 181 634            | Khemis El Khechna · Ouled Moussa · Larbatache · Hammadi                         |
| Isser             | 4                | 190,31         | 13,1         | 88 117             | Isser · Si Mustapha · Timezrit · Chabet El Ameur                                |
| Naciria           | 2                | 85,38          | 5,9          | 30 116             | Naciria · Ouled Aïssa                                                           |
| Thénia            | 4                | 167,87         | 11,5         | 60 258             | Thénia · Souk El Had · Ammal · Beni Amrane                                      |